# Breite Straße 42 (Velten)

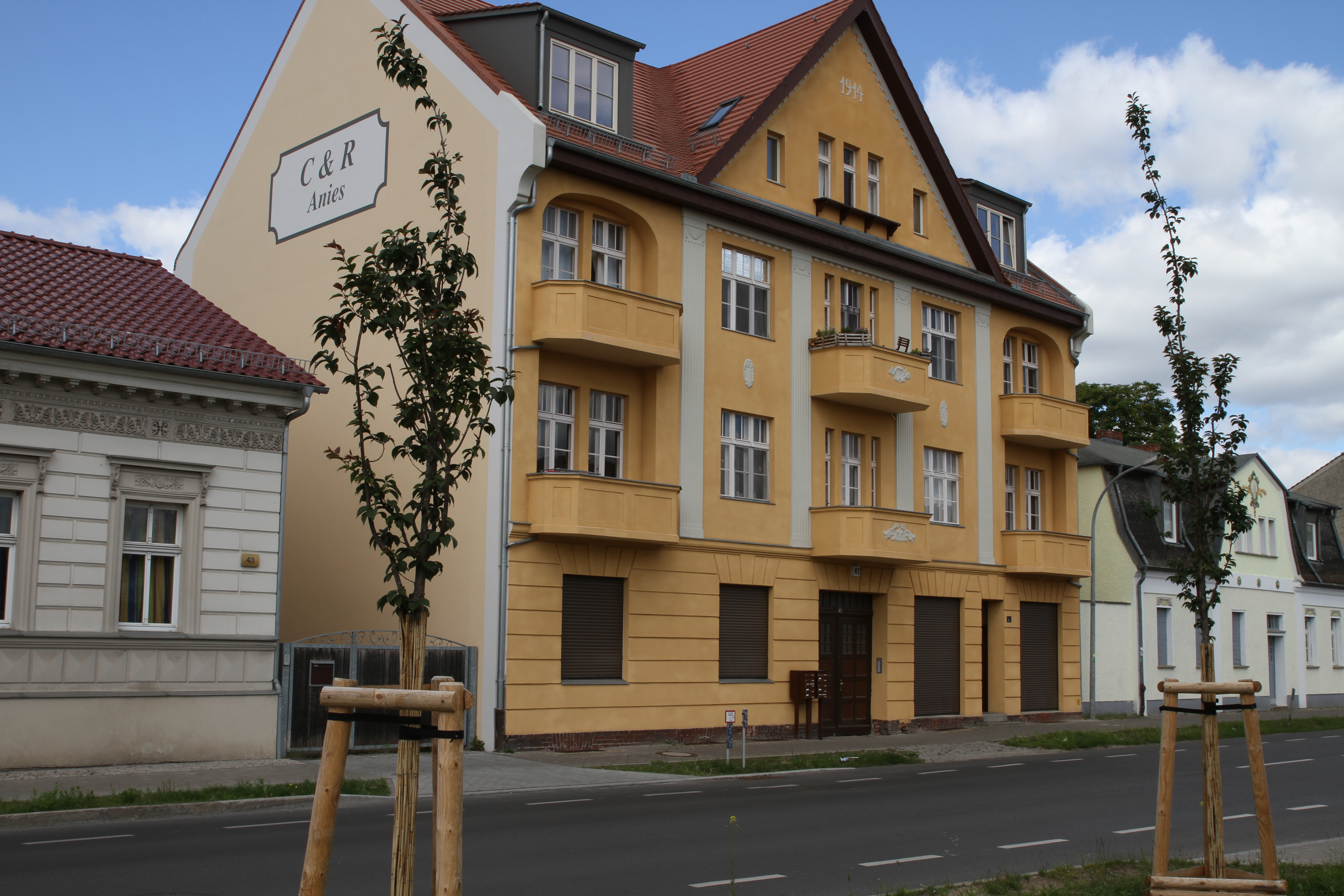
Breite Straße 42

Das Gebäude Breite Straße 42 ist ein Baudenkmal in der Stadt Velten im Landkreis Oberhavel im Land Brandenburg.

## Architektur und Geschichte
Das 1914 erbaute dreigeschossige Wohnhaus mit fünf Achsen wurde massiv errichtet, hat eine verputzte Fassade und ein Satteldach.